# GUP Magazine
GUP Magazine (Guide to Unique photography), gevestigd in Amsterdam, Nederland, is een internationaal driemaandelijks magazine en online platform gespecialiseerd in conceptuele fotografie. GUP Magazine is opgericht in 2005 door Roy Kahmann, Peter Bas Mensink en Jochem Rijlaarsdam. Roy Kahmann licht toe dat het magazine op de markt is gebracht als een laagdrempelig en goedkoop fotografietijdschrift voor mensen tussen de 20 en 40 jaar.

## Publicaties
GUP Magazine wordt elk kwartaal gepubliceerd door middel van offsetdruk, met een format van gemiddeld 180 pagina’s. De huidige distributie is 17.000 magazines per kwartaal. Elke uitgave is samengesteld rondom een thema en presenteert veelal nieuw werk op het gebied van conceptuele fotografie. Het wordt uitgebracht door xpublishers.